# Robert Rich
Robert Rich (n. 23 august 1963) este un muzician și compositor de muzică ambient stabilit în California, Statele Unite. Cu o discografie de peste 30 de ani, el este considerat în mare măsură drept o personalitate a cărui sunet a influențat în mare măsură muzica ambient New Age, din ziua de azi,  și chiar muzica IDM .

## Biografie

### Copilăria și primele activități artistice
Fiind copil Robert credea că-i displace muzica. Deși, la vârsta de 11 sau 12 ani, el a început sa crească plante suculente drept hobby. El ar fi lăsat radio acordat pe un post de muzică clssică pentru plantele sale. Această experiență i-a influențat interesul său în compozițiile Muzică avant-garde și minimalistă.
În clasa a 5-a, a început sa studieze violă și voce. Nu și-a terminat niciodată pregătirea formală, deși, de atunci nu a devenit confortabil în citirea notației muzicale. A început să caute căi ce ar pute genera sunete similare celor le auzea în mintea sa. A început să improvizeze pe pianul părinților săi pentru a auzi sunetul prelungit al corzilor ce zumzăie în combinații tonale, à la Charlemagne Palestine. A început să-și construiască propriul sintetizator în 1976, pe când avea 13 ani. În anii ce au urmat, a adoptat câteva infuențe muzicale, pornind de la John Cage și Terry Riley la Cluster și Klaus Schulze.
În 1979, începe să colaboreze cu muzicianul Rick Davies, creând muzică experimentală inspirată dintr-o gamă largă de influențe avant-garde și art rock. Acesta a fost începutul unei colaborăride lungă durată dintre cei doi artiști.
În 1980, și-a cumpărat chitară lap steel de la un  magazin de amanet. Cu această chitară, a început să experimenteze acordând alternativ și dezvoltând un ton fluid și aproape vocal, pe care continuă să-l folosească. De asemenea în acel timp a reușit să doboare limitările parametrilor sintetizatorului său cu spring reverb, tape delays și sisteme feedback ce le-a creat singur.

### Anii 1980: concertele somnolente și cariera timpurie
De asemenea, în jurul aceste perioade el a intrat la Universitatea Stanford. În timpul studiilor de la universitate, Rich devine bine cunoscut în reguinea Golfului San Francisco pentru concertele sale live, din timpul nopții, pentru publicul somnolent sau adormit. Acestea erau experimente pentru a influența ciclul de somn REM prin stimuli auditivi. De obicei aveau o durată de nouă ore și durau de la orele 10 p.m. pînă la 7 a.m.. În timpul acestor concerte,el genera drone-uri și nunete atmosferice, timp în care audiența se moțăia în sacii de dormit cu care venise. Dimineața el încheia concertul prin colo-uri de pian dupa care servea ceai publicului.
În acest timp el a lansat patru albume pe casetă: Sunyata (1982), Trances (1983),Drones (1983), și primul său album live imtitulat Live (1984). Primul dintre acestea fost înregistrate când el avea 19 ani. Muzica de pe aceste albume reflectă atmosfera similară muzicii drone din seria concertelor sale somnolente.
Rich aplicat să studieze la Centrul pentru Cercetare Computerizată în Muzică și Acoustice din cadrul Universității Stanford. Și-a programat o întâlnire cu John Chowning, fondatorul cursului și inventatorul sintezei FM. Cînd Chowning văzuse primele trei albume ale lui Rich, acesta  fost admis imediat la curs. Acesta a fost un previlegiu unic pentru un student cu pregătire muzicală incompletă.
În 1983, el și Rick Davies, împreună cu un bassist pe nume Andrew McGowan au format trupa Urdu, susținând câteva concerte live în zona Golfului San Francisco. Trupa s-a destrămat în 1984, după radio difuziune live. Câteva din lucrările trupei au fost lansate pe un album eponim în 1985.
În 1987, el lansează un album intitulat Numena. Acesta a fost începutul unui nou sound pentru Rich. A fost primul său album care explora tiparele ritmice complexe, o gamă mai largă a instrumentației, și intonație naturală. A fost de asemenea primul său album lansat inițial pe CD.

### Anii 1990–2000
În anii ce au urmat el a dezvoltat un spectru  complex de sunete bazate pe integrări dintr-o bucată de instrumentație electronică, electrică, și acostică, și prin explorarea acordărilor de complex. Muzica sa continue să tinde spre organic și mare parte din ea este bazată pe un  concept în sinteză pe care el îl numește glurp. Interesul său în a utiliza sunete unice l-a inspirit  să creeze o colecție imensă de  înregistrări de teren și instrumente de  improvizate. Unul din aceste instrumente este o gamă de fluiere din tuburi PVC.
Interesul său în sunete unice i-a oferit posturi ca proiectant de suntete pentru presetări de  sintetizator pentru E-mu Systems’ Proteus 3 și modulele de sunet Morpheus. A proiectat de asemenea coloane sonore pentru filme ca Pitch Black and Behind Enemy Lines, o serie de Cd-ri de  sampling numite Things that Go Bump in the Night, și o bibliotecă de Loop-uri Acid numite Liquid Planet. La fel a ajutat și la dezvoltarea specificațiilor de microtuning în MIDI , ce este folosit standard pentru a  crea compoziții în MIDI drept acordate.
Printre colaboratorii săi de-a lungul anilor se enumără Steve Roach, Brian “Lustmord” Williams, Lisa Moskow, Alio Die, și Ian Boddy.
În 1992, a format o nouă formație, numită Amoeba. Trupa a lansat trei albume, prezentând foștii membri ai Urdu, Rick Davies și Andrew McGowan în diferite timpuri.
În 2001, el a lansat un album intitulat Somnium, un album de 7-ore împărțit în trei piese pe un video DVD . Acest  album a fost o recreare a mediului concertelor somnolente  ce le-a creat în timpul anilo 1980 la Stanford. Deși nu este official recunoscut, mulți consideră că acesta este albumul cu cea mai mare durată a artistului din toată cariera sa.
În 2004, a lansat albumulul de solo-uri de pian  Open Window. Acest album documentează stilul său improvizat de pian, ce a fost parte a concertelor sale live de decenii. Albumul a fost înregistrat pe un pian baby grand 1925 vintage A.B. Chase. În timpul turneului său din 2006, Rich a interpretat în fața unui film creat de artistul  vizual Daniel Colvin în fundal. După turneu el a creat coloana sonoră pentru film, ce a fost lansat pe CD și DVD în 2007 sub titlul Atlas Dei. În 2007 a lansat albumul Illumination, a coloană sonoră insoțitoare a unei instalații multimedia de Michael Somoroff, și un album în colaborarecu chitaristul Markus Reuter.
O altă pasiune al lui Rich este mîncarea. El menține un Web site de rețete și alte teme înrudite, numită Flavor Notes. De asemenea are o  listă lungă de rețete pentru ciuperci sălbatice.

## Discografie

### Albume solo
- 1982: Sunyata
- 1983: Trances (re-editat în 1994 pe  Trances/Drones)
- 1983: Drones (re-editat în 1994 pe  Trances/Drones)
- 1984: Live (live, cassette only)
- 1987: Inner Landscapes (live)
- 1987: Numena (re-editat în 1997 pe  Numena + Geometry)
- 1989: Rainforest
- 1991: Gaudí
- 1991: Geometry (re-editat în 1997 pe Numena + Geometry)
- 1994: Propagation
- 1994: Night Sky Replies (ediție limitată 3" CD)
- 1996: A Troubled Resting Place
- 1998: Below Zero
- 1998: Seven Veils
- 2000: Humidity (live, 3 CD-uri)
- 2001: Somnium (audio în format DVD-video)
- 2001: Bestiary
- 2003: Temple of the Invisible
- 2003: Calling Down the Sky
- 2004: Open Window
- 2005: Echo of Small Things
- 2006: Electric Ladder
- 2007: Music from Atlas Dei
- 2007: Illumination
- 2008: Lumin: Live at Camerwork
- 2010: Ylang
- 2011: Medicine Box

### Albume în colaborare
- 1985: Urdu de Urdu
- 1990: Strata (cu Steve Roach)
- 1992: Soma (cu Steve Roach)
- 1995: Yearning (cu Lisa Moskow)
- 1995: Stalker (cu Brian “Lustmord” Williams)
- 1993: Eye Catching de Amoeba
- 1997: Watchful de Amoeba
- 1997: Fissures (cu Stefano Musso/Alio Die)
- 2000: Pivot de Amoeba
- 2002: Outpost (cu Ian Boddy)
- 2005: Lithosphere (cu Ian Boddy)
- 2007: Eleven Questions (cu Markus Reuter)
- 2008: React (cu Ian Boddy)
- 2008: Zerkalo (cu Faryus)

## DVD-uri
- 2007 Atlas Dei

## Surce
1. ↑  „Robert Rich reviews”. Sputnik Music. Accesat în 12 august 2012.
2. ↑  "robertrichmusic", twitter.com. 26 mai 2009
3. ↑  Robert's Wild Mushroom Cookbook.

- Interviu (Ianuarie 2005), Pagina Ambient Visions.
- Note de album, Sunyata (1982).
- Eseu de Rick Davies din notele de album, Trances/Drones (1983/1994).
- Note de album, Numena + Geometry (1987/1991). Fathom 11077-2.